# Tricoryna myrmicis
Tricoryna myrmicis är en stekelart som beskrevs av Girault 1940. Tricoryna myrmicis ingår i släktet Tricoryna och familjen Eucharitidae. Inga underarter finns listade i Catalogue of Life.